# Jorge Maldonado
Jorge Alberto Maldonado (Buenos Aires, Argentina, 5 de mayo de 1929 - Nuñez - Buenos Aires, 24 de marzo de 2012) fue un futbolista argentino que se destacó como centrocampista. Es uno de los mayores ídolos de la historia de Independiente.

## Trayectoria

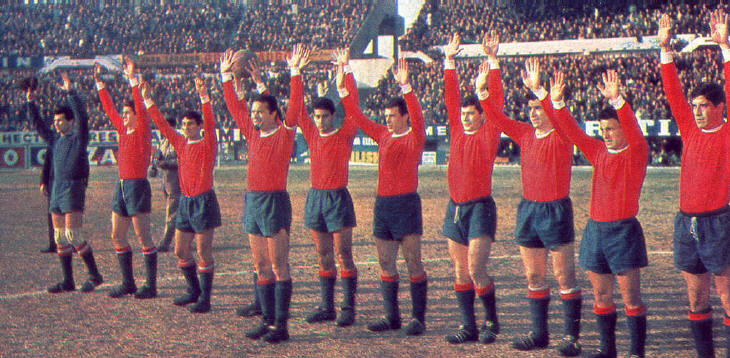
El plantel de Independiente, haciendo el ritual popularizado por Maldonado (al frente de sus colegas), saludando al público con los brazos en alto.

El defensor salió de las categorías inferiores de Platense, club con el que debutó profesionalmente. Jugó un total 103 partidos, entre 1948 y 1955, marcando 4 goles.
En 1956, Maldonado pasa a Independiente, donde llegaría ser capitán y a consolidarse con la camiseta roja como el primero de los futuros campeones de la Copa Libertadores. Su primer título llegó al ganar el campeonato argentino de 1960, el primero del club en doce años, formando una sólida defensa con Rubén Navarro, Tomás Rolan, David Acevedo y Alcides Silveira.
Otro título argentino llegó en 1963 y al año siguiente, Independiente por primera vez trajo a la Argentina la Copa Libertadores de América bajo la dirección Maldonado, que, como capitán, popularizó un ritual antes y después de los partidos: colocarse en el centro del campo y, al frente de sus compañeros, levantar los brazos saludando al público.
En total jugó para los diablos rojos 178 partidos, entre 1956 y 1964.
En 1965 jugó en Tigre y se retiró en 1966 jugando para All Boys donde debutó como director técnico.
En 1967 logró ascender a Tigre a la Primera División de Argentina, a través del Torneo Reclasificación. En 1973 con Cipolletti de Río Negro, fue campeón del Torneo Regional y logró otra vez el ascenso a la máxima categoría.
También trabajó en varios equipos del ascenso argentino y estuvo al frente del Seleccionado Juvenil de Bolivia.

## Clubes
| Club          | País      | Año       |
| ------------- | --------- | --------- |
| Platense      | Argentina | 1948-1955 |
| Independiente | Argentina | 1956-1964 |
| Tigre         | Argentina | 1965      |
| All Boys      | Argentina | 1966      |

## Palmarés

### Como jugador

#### Campeonatos nacionales
| Título           | Club          | País      | Año  |
| ---------------- | ------------- | --------- | ---- |
| Primera División | Independiente | Argentina | 1960 |
| Primera División | Independiente | Argentina | 1963 |

#### Copas internacionales
| Título            | Club          | Sede       | Año  |
| ----------------- | ------------- | ---------- | ---- |
| Copa Libertadores | Independiente | Avellaneda | 1964 |

### Como técnico

#### Campeonatos nacionales
| Éxito                      | Club       | País      | Año  |
| -------------------------- | ---------- | --------- | ---- |
| Ascenso a Primera División | Tigre      | Argentina | 1967 |
| Ascenso a Primera División | Cipolletti | Argentina | 1973 |

## Fallecimiento
Murió en la localidad bonaerense de Merlo, en marzo de 2012, víctima de una enfermedad, a la edad de 83 años.